# 丸山茂樹
丸山 茂樹（まるやま しげき、1969年9月12日 - ）は、千葉県市川市出身のプロゴルファーである。現在はセガサミーホールディングス所属。

## 経歴
父の丸山護はゴルフ愛好家で、息子の素質を見抜き、小さい時から腕を磨かせた。茂樹はその後、高校ゴルフ界の名門・日本体育大学の付属校である日体荏原高に進学し、日本大学経済学部を卒業。日大在学中の1990年、1991年に、日本学生ゴルフ選手権競技で優勝する。1992年にプロ入り。日本ツアー通算10勝は歴代24位タイである。
2015年には、過去の豊富な海外ツアー経験を買われ、翌年に行われる2016年リオデジャネイロオリンピックのゴルフ競技のヘッドコーチに選ばれた。当初は男子のみを担当する予定だったが、同年12月の強化委員会で女子も指導することが決まった。
2016年3月、日本ゴルフツアー機構相談役に就任。

## 人物
その明るい性格からマルちゃんの愛称で親しまれる。海外メディアからは「Smiley」の愛称で呼ばれ、笑顔と対照的なプレイスタイルの繊細さから「Smiling Assassin（笑顔の暗殺者）」と呼ばれることもある。シゲキックスという愛称もある。
身長は169センチと小柄な体格ながら、勝負強いゴルフで知られる。趣味はスポーツ観戦、ドライブ。
尾崎将司、青木功、TUBEの前田亘輝、田中邦衛などのモノマネを始め、テレビ的なギャグのセンスも持っているため、オフシーズンにはよくテレビ番組に出演する。喋り上手と芸達者さから、本業のテレビタレントを食ってしまうこともある。
元光GENJIの諸星和己とは旧知の仲で、丸山の1歳下であるにもかかわらず諸星からはマルと呼ばれている。

## 戦績

### 日本ツアー
10歳からゴルフを始め、アマチュア時代に37勝をあげて頭角を現す。1992年、22歳の時にプロテストに一発合格してプロ入り。翌年にはツアー初優勝を飾る。国内ツアー10勝をあげる。
- 1993年5月20日～23日 「ペプシ宇部興産」優勝（プロ初優勝）
- 1995年10月19日～22日 「ブリヂストンオープン」優勝（国内ツアー2勝目）
- 1996年10月17日～20日 「ブリヂストンオープン」優勝（大会連覇）
- 1997年5月15日～18日 「日本プロゴルフ選手権大会」優勝
- 1997年6月19日～22日 「よみうりオープンゴルフトーナメント」優勝
- 1997年9月4日～7日 「日本プロゴルフマッチプレー選手権プロミス杯」優勝
- 1997年12月4日～7日 「ゴルフ日本シリーズ日立カップ」優勝
- 1998年7月2日～5日 「PGAフィランスロピートーナメント」優勝
- 1999年10月21日～24日 「ブリヂストンオープン」優勝（国内ツアー9勝目）
- 2009年12月3日～6日「日本シリーズJTカップ」優勝（国内ツアー10勝目）

### PGAツアー
2000年から2008年までアメリカの「PGAツアー（USPGA）」に本格参戦。2000年2月10日～13日、ツアー参戦3戦目となるPGAツアー第6戦「ビュイック招待」にて2位タイ（同じ2位タイにはタイガー・ウッズもいた）。2001年の参戦2年目にはPGAツアー初優勝。その後も好成績を挙げ、日本人選手として初めてPGAツアー3勝を挙げており、国際クラスの選手に成長した。
ちなみに2000年の全米オープンの予選にて、最も低いスコア記録タイの58を叩き出している。シード権を二年連続で喪失したのを機に2009年からは再び日本に活動の場を戻した。
- 2001年7月12日～15日 「グレーター・ミルウォーキー・オープン」優勝
  - 当時22歳の新星 チャールズ・ハウエル3世とのプレーオフを制する、PGAツアー初優勝。これは青木功が18年前、1983年に達成した「ハワイアン・オープン」での優勝に続き、日本人2人目のPGAツアー優勝という快挙。
- 2002年5月9日～12日 「ベライゾン・バイロン・ネルソン・クラシック」優勝
  - PGAツアー2勝目。これは日本人初のPGAツアー2勝目の快挙である。タイガー・ウッズを上回った優勝としても評判になった（この時ウッズは3位）。
- 2003年10月16日～19日 「クライスラー・クラシック・オブ・グリーンズボロ」優勝（PGAツアー3勝目）
- 2002年、「全英オープン」5位。2004年、「全米オープン」4位入賞。2回とも予選ラウンドをタイガー・ウッズと一緒に回っている。
- 2004年は賞金ランキング22位に入る好調なゴルフを見せたが、ツアー4年連続優勝には届かず。

#### 2005年の主な成績
- 2005年1月13日～16日、PGAツアー第2戦「ソニー・オープン」3位。
- 2005年9月29日～10月2日、PGAツアー第40戦「クライスラー・クラシック・オブ・グリーンズボロ」2位。

#### 2006年の主な成績
- 2006年5月11日～14日、PGAツアー第19戦「EDSバイロン・ネルソン選手権」6位。
- 2006年6月29日～7月2日、PGAツアー第26戦「ビュイック招待」5位。
- 2006年7月20日～23日、PGAツアー第29戦「BCオープン」3位。

### PGAツアー賞金ランキング
- 2000年PGAツアー賞金ランキング37位（1,357,104ドル）
- 2001年PGAツアー賞金ランキング37位（1,441,455ドル）
- 2002年PGAツアー賞金ランキング16位（2,214,794ドル）
- 2003年PGAツアー賞金ランキング37位（1,669,292ドル）
- 2004年PGAツアー賞金ランキング22位（2,301,692ドル）
- 2005年PGAツアー賞金ランキング32位（1,933,049ドル）
- 2006年PGAツアー賞金ランキング79位（1,154,115ドル）
- 2007年PGAツアー賞金ランキング103位（951,288ドル）
- 2008年PGAツアー賞金ランキング202位（160,175ドル）
- 2009年PGAツアー賞金ランキング181位（256,331ドル）
- 2010年PGAツアー賞金ランキング234位（22,440ドル）
- 2011年PGAツアー賞金ランキング198位（177,375ドル）

### 世界ゴルフ選手権
2002年12月12日～15日、メキシコで開催された「世界ゴルフ選手権」シリーズ第4戦「EMCワールドカップ」において、伊沢利光とコンビを組み優勝。日本に45年ぶりの栄冠をもたらす。

## メジャー選手権成績
| 大会         | 1996 | 1997 | 1998 | 1999 | 2000 | 2001 | 2002 | 2003 | 2004 | 2005 | 2006 |
| ------------ | ---- | ---- | ---- | ---- | ---- | ---- | ---- | ---- | ---- | ---- | ---- |
| マスターズ   | DNP  | DNP  | CUT  | T31  | T46  | CUT  | T14  | CUT  | CUT  | CUT  | CUT  |
| 全米オープン | DNP  | DNP  | DNP  | DNP  | CUT  | DNP  | T16  | CUT  | T4   | T33  | DNP  |
| 全英オープン | T14  | T10  | T28  | CUT  | T55  | CUT  | T5   | CUT  | T30  | CUT  | DNP  |
| PGA選手権    | DNP  | T23  | T65  | CUT  | T46  | T22  | T43  | T48  | CUT  | CUT  | CUT  |

DNP = 出場せず

CUT = ハーフウェイ・カット

T =順位タイ

黄色はトップ10入り。

## 逸話
小学校の卒業アルバムの「将来の夢」の欄には「プロゴルファー」と書いてある。
尾崎将司（ジャンボ尾崎）のモノマネが得意で、アマチュア時代からの演芸ネタの十八番。プロになりゴルフ以外のテレビ番組に出演しては頻繁にジャンボのモノマネを度々披露していた。ツアーの最中、ラウンド終了後のゴルフ場の風呂場でモノマネを披露している最中、ジャンボ本人と鉢合わせになったこともあったという。
二十代だった頃はぽっちゃりした体型と陽気なプレイから、ゴルフの漫画『あした天気になあれ』の主人公、向太陽に似ていると指摘されていた。当時本人はそれを否定していたが、衣服や髪型など意識しており、ゴルフの専門誌の表紙にツーショットの写真が掲載された時もある。その明るい性格は社交性の広さとなって現れている。戦績を見ても分かるとおり、タイガー・ウッズとの接点が多いが、プライベートでもタイガー・ウッズと遊ぶことがある仲だという。また、ゴルフ界にとどまらず、日本の芸能界などにも幅広い交友関係を持つ。
1998年、ゴルフを始めたばかりの子供の頃からの夢だった「マスターズ・トーナメント」の招待状がやってきた。しかし、舞台となる「オーガスタ・ナショナル・ゴルフクラブ」のコースが分からない。そこで、丸山は任天堂の家庭用ゲーム機『NINTENDO 64』のゲームソフト『遙かなるオーガスタ MASTERS'98』でコースを研究。大会前にスタジオ生出演した「ニュースステーション」には、その『NINTENDO64』と『遙かなるオーガスタ MASTERS'98』を持参。司会の久米宏の前でプレイしてマスターズ対策の“練習方法”を紹介した。この時の大会の初日（1998年4月9日）の12番ホールまでは首位タイの好位置につけていたものの、途中で日没サスペンデッドゲームとなり、翌日（1998年4月10日）のラウンドは散々な結果で、マスターズ初挑戦は予選落ちとなった。
PGAには莫大な運用資金による年金ファンドがある。PGAツアーの年間賞金ランキングで5年間30位以内をキープし続けると、60歳以降に総額約20億円、10年間（丸山の場合、2000年から2009年まで）70位以内をキープし続けると、同総額30億円から40億円もの年金を受け取れ、しかも、この年金は本人が亡くなった後、子供の世代に受け継がせられる手厚いものである。タイガー・ウッズは今引退したとしても総額300億円以上の年金が支給されるという。そして、PGAにはその計算をしてくれる通称「年金おばさん」がおり、窓口に訪ねに行くと「あなたは、あとこれだけ頑張れば、いくらの年金が貰えるのよ。頑張ってね」などと予定支給額を教えてくれるのだそうだ。丸山の2006年の賞金ランキングは79位。70位以内に入ることができなかった。

## その他
プロゴルファーのマネージメント業務やゴルフスクールの経営を行う「株式会社マルエンタープライズ」という会社がある。これは丸山茂樹の父、丸山護の経営するゴルフ事業の会社である（現在は代表取締役会長）。2000年には同社が栃木県矢板市のゴルフ場を買収、同年の全米オープン予選で出したスコア「58」にちなんだ「ファイブエイトゴルフクラブ」に名称を変更して経営を行っていたが、2010年に経営権を手放している（その後2016年3月で閉場）。
2002年に「ベストスマイル・オブ・ザ・イヤー」を受賞。
2003年6月、丸山自身をフィーチャーした『がんばれ丸ちゃん』というパチンコ遊技機がリリースされた。
2007年7月26日発売のプレイステーション3用のゴルフゲーム『みんなのGOLF 5』にも登場。キャラクター（「丸山茂樹プロ」）、キャディー（「マルちゃん」）両方で参加。モーションはモーションキャプチャを使用せずに写真を使ってモーションを再現した。
2024年のパリオリンピック大会前、当大会で銀メダルのトミー・フリートウッドは「小さい頃のヒーローだった」と自身のSNSで発信していた。
所属については、1994年にサメジマ（現在のサメジマコーポレーション）と契約した後、2003年にはトヨタ自動車に移籍。2008年末にトヨタとの契約が満了したあとはフリーの状態になっていたが、2010年7月にはセガサミーホールディングスと所属契約を交わした。当初の契約は同年末までとなるが、同社では翌年以降も長期契約を結ぶ意向を明らかにしている。

## 出演
テレビ番組
- 丸山茂樹のゴルフの旋風（テレビ東京）1997年4月～1998年
  - 1997年4月から1998年3月まで毎週日曜日9時から9時25分まで放送。1998年4月4日以降は毎週土曜日8時30分から8時55分まで放送。
- 丸山茂樹のゴルフ一直線（テレビ東京）
  - 毎週土曜日7時から7時30分まで放送。
- NBAファイナル（衛星第1テレビ放送 (BS1)）2000年6月
  - ゲスト出演
- マルちゃんの世界への架け橋～丸山茂樹・ジュニアファンデーション（制作：とちぎテレビ 同局とスカイ・エーにて放送）
  - 丸山が主催するジュニアゴルフ教室の模様を収録したレッスン番組

ラジオ番組
- 丸山茂樹 SUNDAY BACK NINE（TOKYO FM）
- 丸山茂樹のMOVING SATURDAY（TOKYO FM JFN系列全国38局ネット）
  - 2023年よりFM大阪にて、その後広島FMでもそれぞれ放送開始されたが、2025年4月5日より全国ネット放送となった。

CM
- アリナミンV（アリナミン製薬）
- T-UP（トヨタ自動車）ユン・ソナや優香と共演。
- アートネイチャー
- 大東京火災（1998年）
- アサヒスーパーモルト（アサヒビール、2000年）
- ダイドーブレンドコーヒー（ダイドードリンコ、2006年）